# Gare de Vuarennes
La gare de Vuarennes est une gare ferroviaire du Chemin de fer Montreux Oberland bernois située sur le territoire de la commune suisse de Montreux, dans le canton de Vaud.

## Situation ferroviaire
Établie à 441 mètres d'altitude, la gare de Vuarennes est située au point kilométrique 1,00 de la ligne de Montreux à Lenk im Simmental.
Elle est dotée d'une voie bordée par un quai.

## Histoire
La gare de Vuarennes a été mise en service en 1901 en même temps que la section de Montreux aux Avants de la ligne de Montreux à Lenk im Simmental.

## Service des voyageurs

### Accueil
Gare du MOB, elle est dotée d'un abri pour les voyageurs ainsi que d'un distributeur automatique de titres de transport.
La gare n'est pas accessible aux personnes à mobilité réduite.

### Desserte
La gare de Vuarennes est desservie toutes les heures par un train Regio du MOB qui relie Montreux aux Avants en desservant toutes les gares.

### Intermodalité
La gare de Vuarennes est en correspondance à l'arrêt Montreux, Vuarennes avec la ligne d'autobus 205 du réseau Vevey-Montreux-Chillon-Villeneuve.